# Сакуниха
Сакуни́ха (в минулому — Сакунова Слобода) — село в Україні, у Роменському районі Сумської області. Населення становить 522 осіб. Входить до складу Недригайлівської селищної громади.

## Назва
Початкова назва Сакунова Слобода за переказами походить від прізвища козака-першопоселенця — Сакун.

## Географія
Село Сакуниха знаходиться за 1,5 км від села Велика Діброва і за 6-ть км від селища Недригайлів. У селі бере початок річка Сакуниха, права притока Хоролу. Через село проходить автомобільна дорога Т 1904.

## Історія

### Річ Посполита та Гетьманщина
Масово люди почали заселятися з 1628 року. За переписом, 1630 року слобода мала 41 двір, навколишні хутори: Куцурове — 20, Козацьке — 13, Чаплина — 8.

### Російська імперія
За даними на 1859 рік у казенному селі Роменського повіту Полтавської губернії, мешкало 1149 осіб (534 чоловічої статі та 615 — жіночої), налічувалось 166 дворових господарств.
Станом на 1885 рік у колишньому власницькому селі Червонослобідської волості мешкало 1254 особи, налічувалось 188 дворових господарств, існували православна церква, постоялий будинок, 24 вітряних млини, 2 маслобійних заводи, відбувалось 3 ярмарки на рік: 23 квітня, 20 червня та 1 листопада.
За переписом 1897 року кількість мешканців зросла до 1520 осіб (764 чоловічої статі та 756 — жіночої), з яких усі — православної віри.

### Українська революція
В 1917 році село входить до складу Української Народної Республіки.
Внаслідок поразки Перших визвольних змагань село надовго окуповане більшовицькими загарбниками.

### Перша радянська окупація
В 1932—1933 селяни пережили сталінський геноцид.
1940 року першу «лампочку Ілліча» засвітив Степан Якович Жук із батьком на вулиці Сагайдак. У господаря був невеликий двигун, що виробляв електроенергію і освітлював свій двір та сусідські. Це було справжнє диво для жителів села.
1940 року у селі з'явився ветлікар Михайло Гнатович Лисенко. У роки війни був у складі Червоної Армії. Був тяжко поранений. Після закінчення війни повернувся до Сакунихи, продовжував працювати.

### Німецька окупація
На боці СРСР у німецько-радянській війні брало участь 239 жителів, з яких 117 загинуло, а 86 було нагороджено радянськими орденами та медалями.
Найтрагічніший бій за Сакуниху відбувся 23 вересня 1941 р. Тут з боку СРСР воювали Воронезького добровольчого комуністичного полку під командуванням М. Є. Войцеховського та воїни 85 стрілецького полку Першої гвардійської дивізії генерала І. М. Русіянова. Третина полку (понад 1200 чол.) загинула.
У перші дні війни 1941 р., розпрощавшись з рідними, на передній край з Сакунихи пішли Ганна Платонівна Кушнір (зенітниця), Оксана Архипівна Демченко (радистка), Варвара Демидівна Сердюк (повітряна десантка-радистка). З Перетічок: Марія Федорівна Продан (радистка), Марія Петрівна Хоменко.
З однієї сім'ї на фронт 1941 р. вирушили батько Дем'ян Нечипоренко та четверо його синів: Григорій, Іван, Павло, Микола. Жоден з них не повернувся додому.
Першими остарбайтерами 1942 р. стали Марія Петрівна Кушнір (Хиляй), Уляна Іванівна Вербицька, Марія Андріївна Мищенко, Марія Кузьмівна Демочко.
Першим із сакунівців, хто отримав медаль «За відвагу», був Григорій Дем'янович Нечипоренко. Це була бойова відзнака за битву під Москвою. Її особисто вручив воєначальник К. К. Рокоссовський. У роки війни Г. Д. Нечипоренко нагороджений трьома орденами Червоної Зірки, орденом Вітчизняної війни І ст., двома орденами Вітчизняної війни II ст., 16 медалями.
Бої за село точилися з 7 по 11 вересня 1943 р. 12 вересня відновлено радянську владу, а з нею і роботу сільської Ради.

### Друга радянська окупація
Перший дитячий візок у 1945 р. із Німеччини привезла разом із немовлям Марія Мищенко.
Перша молочарня на селі запрацювала 1946 р. у центрі села (в хатчині за сільмагом) на чолі з Коцур Пріською Кононівною. У 1957 р. Коровинський маслозавод побудував у Сакунисі нове приміщення (працювала тут Білоус Софія Миколаївна). Знаходилося воно ліворуч від нинішньої шкільної водонапірної башти. Було розібране у зв'язку із введенням у дію нової школи 1972 р.
Перший комбайн у колгоспі з'явився 1947 р. На ньому працювали Микола Іванович Білоус й Іван Михайлович Коцур (помічник комбайнера). Хоча ще до війни на полях збирали врожаї комбайни, що прибували з Курманівської МТС. Знаходилась вона в с. Овече.

### Незалежна Україна
З 24 серпня 1991 року село належить до незалежної України.
До 2020 року орган місцевого самоврядування — Сакуниська сільська рада.
12 червня 2020 року, відповідно до розпорядження Кабінету Міністрів України № 723-р «Про визначення адміністративних центрів та затвердження територій територіальних громад Сумської області», село увійшло до складу Недригайлівської селищної громади.
19 липня 2020 року, в результаті адміністративно-територіальної реформи та ліквідації Недригайлівського району, село увійшло до складу новоутвореного  Роменського району.

## Політика

### Парламентські вибори, 2019
На позачергових парламентських виборах 2019 року у селі функціонувала окрема виборча дільниця № 590387, розташована у приміщенні клубу.
Результати
- зареєстровано 278 виборців, явка 72,30%, найбільше голосів віддано за «Слугу народу» — 41,29%, за Радикальну партію Олега Ляшка — 17,91%, за Всеукраїнське об'єднання «Батьківщина» — 14,93%[7]. В одномандатному окрузі найбільше голосів отримав Анатолій Кобзаренко (самовисування) — 43,94%, за Максима Гузенка (Слуга народу) — 20,71%, за Віктора Ладуху (Всеукраїнське об'єднання «Батьківщина») — 10,10%[8].

## Населення

### Мова
Розподіл населення за рідною мовою за даними перепису 2001 року:
| Мова            | Кількість | Відсоток |
| --------------- | --------- | -------- |
| українська      | 502       | 96.17%   |
| російська       | 10        | 1.92%    |
| вірменська      | 7         | 1.34%    |
| білоруська      | 1         | 0.19%    |
| румунська       | 1         | 0.19%    |
| інші/не вказали | 1         | 0.19%    |
| Усього          | 522       | 100%     |

## Пам'ятки
- Курган[d];
- Братська могила радянських воїнів та пам'ятник воїнам-землякам[d];

## Відомі люди
- Демочко Кузьма Макарович (1911—1991) — журналіст, мистецтвознавець;
- Коцур Петро Михайлович  — український історик, краєзнавець, публіцист, журналіст, педагог;
- Коцур Анатолій Петрович — доктор історичних наук, професор, Заслужений працівник освіти України;
- Коцур Віктор Петрович — доктор історичних наук, професор, Заслужений працівник освіти України, дійсний член (академік) Національної академії педагогічних наук України, ректор Університету Григорія Сковороди в Переяславі, заступник голови Національної спілки краєзнавців України.